# 小托卡里夫卡
50°12′29″N 27°39′54″E / 50.20806°N 27.66500°E
小托卡里夫卡（烏克蘭語：Мала Токарівка），是烏克蘭北部的村莊，隸屬日托米爾州的日托米爾區。該村始建於1900年，面積6.66平方公里，海拔高度223米，2001年人口160。